# Силван (група)
Вижте пояснителната страница за други значения на Силван.
„Силван“ (Sylvan) e прогресив метъл група в Германия, основана през 1991 година.
До 1997 г. съществува под името „Хамелеон“ (Chamäleon), а голямото признание идва през 2006 г., когато излиза 5-ият албум на групата – концептуалният „Posthumous Silence“, който получава блестящи отзиви от специализирана музикална критика и феновете.

## История
Групата е основана в Хамбург от близнаците Фолкер Зьол (Volker Söhl, кийборди) и Кай Зьол (Kay Söhl, китара) и барабаниста Матиас Хардер (Matthias Harder), приятели още от училище. Певец и басист в началото е Марко Хайзиг (Marko Heisig), но не след дълго той напуска, за да бъде заместен през 1995 година от вокалиста Марко Глюман (Marco Glühmann). Две години по-късно групата променя името си на Sylvan по горското божество Силван. Още от самото начало музикантите залагат на богати, емоционални мелодии и силни текстове, почерпили вдъхновение от групи като Мерилиън, Дженезис, Куийн и Пинк Флойд.
Първият студиен албум на Sylvan, „Deliverance“ е издаден през 1999. Пет от осемте песни в него надхвърлят 10 минути и се отличават със сложни структури, характерни за прогресив рока. Приет добре, албумът е последван още през май следващата година, от „Encounters“ – олбум с още по-зрял и твърд звук. По това време, пролетта на 2000 г., след серия прослушвания на различни басисти, в групата постъпва и за трайно се установява Себастиан Харнак (Sebastian Harnack). Следва турне на Sylvan, което продължава до пролетта на 2002 година, като стига чак до Мексико.
През октомври 2002 година групата издава третия си дългосвирещ албум, „Artificial Paradise“, последван от доста по-мрачния откъм звучене „X-Rayed“ (април 2004) и европейско турне продължило до зимата на 2005 г., по време на което Sylvan имат шанса да подгряват Мерилиън.
Следващата, 2006 година, е най-продуктивната, но и най-натоварена в историята на Sylvan. Групата продуцира един след друг два албума, като първият от тях и пети подред в дискографията им, „Posthumous Silence“, излиза през април 2006 и носи на музикантите голямо, неочаквано дори за самите тях, признание и продажби. Албумът е концептуален и разказва историята на един баща, който чете дневника на мъртвата си дъщеря и едва тогава за първи път се сблъсква с нейните проблеми и терзания. Албумът получава възторжени отзиви от медии като Prog Archives. Другия си албум, „Presets“, Sylvan издават в началото на 2007 година, но той остава в сянката на „Posthumous Silence“.
През септември 2007 г. Кай Зьол обявява, че напуска групата.

## Дискография
- 1999 – „Deliverance“
- 2000 – „Encounters“
- 2002 – „Artificial Paradise“
- 2004 – „X-Rayed“
- 2006 – „Posthumous Silence“
- 2007 – „Presets“
- 2008 – „Posthumous Silence“ (Live-DVD)
- 2008 – „Leaving Backstage“ (Live-CD)
- 2009 – „Force of Gravity“
- 2012 – „Sceneries“ (2CD)
- 2015 – „Home“
- 2021 – „One to Zero“